# عدوى فطرية
العدوى الفطرية، (باللاتينية:  Mycosis) والمعروفة أيضًا باسم الفُطَار (Mycosis)، هو مرض تسببه الفطريات. وتُصنَّف الأنواع المختلفة تقليديًا حسب الجزء المتأثر من الجسم إلى: سطحية، تحت الجلد، وجهازية.
تشمل العدوى الفطرية السطحية حالات القوباء الحلقية الشائعة التي تصيب الجلد، مثل القوباء الحلقية للجسم، والفخذ، واليدين، والقدمين، واللحية، بالإضافة إلى عدوى الخمائر مثل النخالية المبرقشة. أما الأنواع تحت الجلد فتشمل الفطار الفطري الحقيقي والفطار الصبغي، والتي تصيب الأنسجة في الجلد وتحته عمومًا.
العدوى الفطرية الجهازية أكثر خطورة، وتشمل أمراضًا مثل: المستخفية المورمة، داء النوسجات، الالتهاب الرئوي بالمستخفيات، الرشاشيات، والفطار العفني.
تتنوع الأعراض والعلامات بشكل واسع، وغالبًا ما تظهر طفوح جلدية في العدوى السطحية. بينما قد تظهر كتلة أو تغيرات جلدية في العدوى التي تصيب الجلد أو ما تحته. في الحالات الأعمق أو الجهازية قد تظهر أعراض تشبه الالتهاب الرئوي أو التهاب السحايا.
الفطريات موجودة في كل مكان، لكن بعضها فقط يسبب الأمراض. تحدث العدوى الفطرية عندما يتم استنشاق الأبواغ، أو تلامس الجلد، أو تدخل الجسم عبر الجلد مثل الجروح أو الحقن. وتكون أكثر شيوعًا لدى الأشخاص ذوي ضعف المناعة، مثل مرضى فيروس نقص المناعة البشرية/الإيدز، أو الذين يتناولون أدوية مثل الستيرويدات أو علاجات السرطان.
تشمل الفطريات المسببة للعدوى في الإنسان الخمائر، والعفنيات، وأنواع قادرة على التبدل بين الشكلين (عفن وخميرة). يمكن أن تعيش الخميرة المبيضة البيضاء في جسم الإنسان دون أعراض، لكنها قد تسبب داء المبيضات السطحي الخفيف مثل السُلاق الفموي أو عدوى الخميرة المهبلية في الأشخاص الأصحاء، كما قد تُسبب داء المبيضات الجهازي الخطير في أولئك غير القادرين على مقاومة العدوى.
يُعتمد في التشخيص عادةً على الأعراض والعلامات، إضافة إلى الفحص المجهري، والزرع المخبري، وقد يتطلب الأمر خزعة أو الاستعانة بـ التصوير الطبي. بعض العدوى الفطرية السطحية قد تُشبه أمراضًا جلدية أخرى مثل الإكزيما والحزاز المسطح.
يُعالَج المرض عادةً باستخدام الأدوية المضادة للفطريات، إما بشكل موضعي على شكل كريم أو عبر الفم أو الحقن، حسب نوع العدوى ومدى انتشارها. في بعض الحالات، قد يتطلب الأمر استئصال جراحي للأنسجة المصابة.
تنتشر العدوى الفطرية في جميع أنحاء العالم، وتُعد شائعة، حيث تُصيب أكثر من مليار شخص سنويًا. وقد تم الإبلاغ عن ما يُقدر بـ 1.7 مليون وفاة بسبب الأمراض الفطرية في عام 2020. وبعضها يُعتبر من الأمراض المدارية المُهمَلة مثل: داء الشعريات المبوغة، الفطار الصبغي، والفطار الفطري الحقيقي.
تُصيب مجموعة واسعة من العدوى الفطرية الحيوانات الأخرى، ويمكن لبعضها أن ينتقل من الحيوانات إلى الإنسان.

## الأنواع
تنقسم الفطريات الممرِضة (الفطريات المسببة للأمراض) تقليديًا إلى ثلاثة أنواع رئيسية: العدوى السطحية، العدوى تحت الجلد، العدوى الجهازية (العميقة)، والتي يكون فيها الالتهاب أعمق وأكثر انتشارًا ويشمل الأعضاء الداخلية للجسم. يمكن أن تؤثر الفطريات الممرضة على الأظافر، والمهبل، والجلد، والفم.
بعض الأنواع، مثل داء الفطريات البرعمية وداء المستخفيات وداء الكوكسيديويدات وداء النوسجات، تصيب الأشخاص الذين يعيشون أو يزورون مناطق جغرافية معينة من العالم.
تميل أنواع أخرى مثل داء الرشاشيات وذات الرئة بالمستخفيات وداء المبيضات وداء الفطريات الفطرية المخاطية وداء التالارومي، إلى إصابة الأشخاص الذين لديهم ضعف في جهاز المناعة وغير قادرين على مقاومة العدوى بأنفسهم.
قد لا تلتزم الفطريات الممرضة دائمًا بشكل صارم بهذه التقسيمات الثلاثة (سطحية، تحت الجلد، جهازية). فبعض العدوى الفطرية السطحية يمكن أن تسبب عدوى جهازية لدى الأشخاص الذين يعانون من ضعف المناعة، كما أن بعض العدوى الفطرية تحت الجلد قد تغزو البنى العميقة، مسببة أمراضًا جهازية.
يُمكن أن تعيش المبيضة البيضاء في جسم الإنسان دون أن تسبب أعراضًا، لكنها قادرة على إحداث داء المبيضات البسيط لدى الأشخاص الأصحاء، وداء المبيضات الغازي والشديد لدى الأشخاص غير القادرين على مقاومة العدوى.

### رموز التصنيف الدولي للأمراض (ICD-11)
تتضمن رموز التصنيف الدولي للأمراض – الإصدار الحادي عشر (ICD-11) ما يلي:
- 1F20 داء الرشاشيات (Aspergillosis)
- 1F21 داء البازيديوبولوس (Basidiobolomycosis)
- 1F22 داء الفطريات البرعمية (Blastomycosis)
- 1F23 داء المبيضات (Candidosis)
- 1F24 داء الفطريات الكروماتية (Chromoblastomycosis)
- 1F25 داء الكوكسيديويدات (Coccidioidomycosis)
- 1F26 داء الكونيديوبولوس (Conidiobolomycosis)
- 1F27 داء المستخفيات (Cryptococcosis)
- 1F28 داء الفطريات الجلدية (Dermatophytosis)
- 1F29 الورم الفطري الحقيقي (Eumycetoma)
- 1F2A داء النوسجات (Histoplasmosis)
- 1F2B داء اللوبي (Lobomycosis)
- 1F2C داء الفطريات الفطرية المخاطية (Mucormycosis)
- 1F2D الفطريات الجلدية السطحية غير الجلدية (Non-dermatophyte superficial dermatomycoses)
- 1F2E داء الباراكوكيديويدات (Paracoccidioidomycosis)
- 1F2F داء الفطريات السوداء (Phaeohyphomycosis)
- 1F2G داء المستخفيات الرئوي (Pneumocystosis)
- 1F2H داء السيدوسبوريوم (Scedosporiosis)
- 1F2J داء الفطريات الشعروية (Sporotrichosis)
- 1F2K داء التالارومي (Talaromycosis)
- 1F2L داء الإيمونز (Emmonsiosis)

## التصنيف
تقسم العدوى الفطرية بناءً على عمق الإصابة في الأنسجة إلى:

### عدوى فطرية سطحية
تشمل العدوى الفطرية السطحية داء المبيضات لدى الأشخاص الأصحاء، وأنواع القوباء الفطرية الشائعة في الجلد مثل القوباء الفطرية في الجسم، والفخذ، واليدين، والقدمين، واللحية، بالإضافة إلى عدوى المالاسيزيا مثل النخالية المبرقشة (Pityriasis versicolor).
تكون هذه العدوى محصورة في الطبقة الخارجية من الجلد والشعر.
و كمثال عليها نذكر الإصابة بتينيا متعددة الألوان. تتسبب هذه الإصابة بفطر من جنس مالاسيزيا يعيش بكثرة على جلد الشباب وخاصة منطقة الظهر والصدر والمناطق العلوية من الأطراف. يتسبب هذا الفطر بظهور بقع إما أن تكون أفتح لوناً من الجلد أو تأخذ لوناً أحمر مائل إلى البني. ولا تظهر هذه البقع على الوجه.

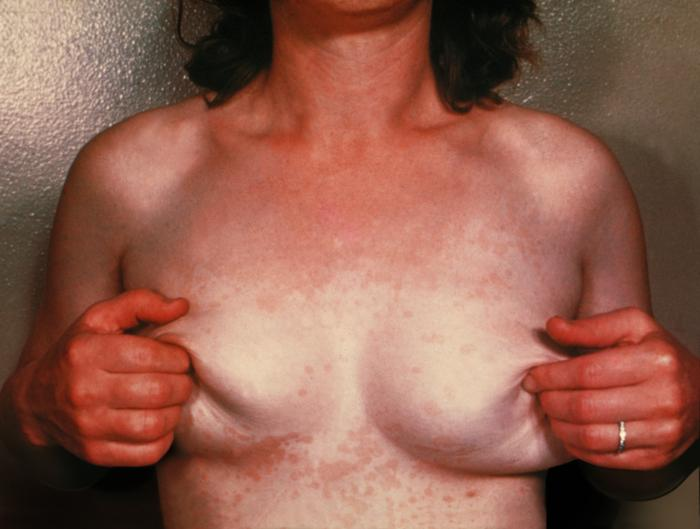
تينيا متعددة الألوان

### عدوى فطرية جلدية

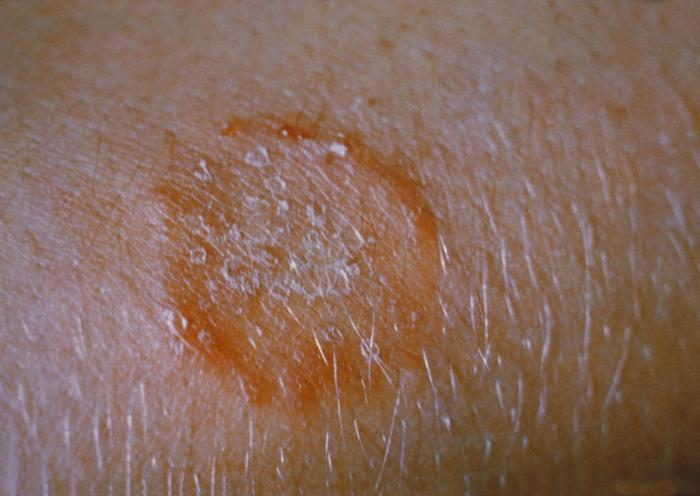
قوباء حلقية

حيث تمتد العدوى أكثر عمقاً في البشرة كما هو الحال في عدوى الأظافر والشعر. وتكون هذه العدوى محصورة بالمناطق الكيراتنية من الجلد والشعر والأظافر. وعلى عكس العدوى الفطرية السطحية فإن مناعة العائل في هذا النوع من العدوى يمكن أن تثار مما يؤدي إلى تغيرات مرضية تظهر في الطبقات العميقة من الجلد. تدعى الفطور التي تسبب هذا النوع من العدوى بالفطريات الجلدية. وغالباً ما يطلق على الأمراض المسببة بهذه الفطور باسم القوباء الحلقية أو تينيا. تتسبب هذه العدوى بثلاث أجناس من الفطور وهي تريكوفايتون، مايكروسبوريوم، إبيديرموفايتون.

### عدوى فطرية تحت جلدية
تشمل هذه العدوى الأدمة، الأنسجة التحت جلدية، العضلات، الفاشيا أو اللفافة. تحدث العدوى بشكل مزمن وكنتيجة لرضخ في الجلد مما يؤدي لدخول الفطريات. يكون الشفاء من هذه الإصابة صعب ويتطلب غالباً تدخل جراجي.

### العدوى الفطرية الجهازية الناتجة عن فطر ممرض
تحدث هذه العدوى بشكل أولي في الرئة ومن ثم تمتد إلى أعضاء أخرى. وتكون هذه الفطور ممرضة بشكل ورائي وتتواجد عادة ثنائية الشكل.

### العدوى الفطرية الجهازية الناتجة عنفطر انتهازي
تكون هذه الفطريات غير قادرة على إحداث عدوى في حالة الجسم السليم ولكن تصبح قادرة على العدوى عندما يعاني المرضى من خلل مناعي مثل مرضى الأيدز، المعالجة المثبطة للمناعة، النقيلة. من هذه العدوى الانتهازية نذكر عدوى المبيضات وعدوى المستخفيات وعدوى الرشاشيات.

## العلامات والأعراض
غالبًا ما تظهر العدوى الفطرية الخفيفة الأكثر شيوعًا على شكل طفح جلدي، أما العدوى التي تصيب الجلد أو ما تحته فقد تظهر على شكل كتلة وتغيرات في الجلد، أما العدوى الفطرية العميقة الأقل شيوعًا فقد تظهر بأعراض تشبه الالتهاب الرئوي أو التهاب السحايا.

## العلاج
تتم العلاج عادة باستخدام مجموعة من الأدوية يطلق عليها مضادات الفطور. وحسب طبيعة العدوى ومكانها إما أن يتم استخدام علاج موضعي أو علاج جهازي. كما هنالك العديد من التقنيات التي تستخدم في العلاج مثل Photochemotherapy و photopheresis.

## الوقاية
تعتبر الإجراءات الصحية الشخصية وعلى رأسها الحفاظ على الجلد نظيف وجاف من أهم العوامل للوقاية من العدوى الفطرية والسطحية. وعلى اعتبار أن العدوى الفطرية قابلة للانتقال فإن من الواجب غسل مكان الاتصال مع أشخاص آخرين أو مع الحيوانات. كما يجب غسل الملابس الرياضية بعد كل استعمال والبقاء على لبس الصندل في برك السباحة والحمامات.